# فريدريك لانديس
فريدريك لانديس هو محامي وسياسي أمريكي، ولد في 18 أغسطس 1872 في سيفن مايل في الولايات المتحدة، وتوفي في 15 نوفمبر 1934. نشط حزبياً في الحزب الجمهوري. وقد انتخب عضو مجلس النواب الأمريكي ‏.